# Bernhardi Heights
Le Bernhardi Heights sono una serie di vette che si elevano fino a 1.220 m, ricoperte di neve nel versante orientale e caratterizzate da una scarpata rocciosa nel versante occidentale, che si innalzano a est del Ghiacciaio Schimper dei Monti Herbert, nella parte centrale della Catena di Shackleton, nella Terra di Coats in Antartide. 
Furono fotografate dall'aereo dalla U.S. Navy nel 1967, e ispezionate dalla British Antarctic Survey nel 1968-71. Ricevettero questa denominazione nel 1971 dal Comitato britannico per i toponimi antartici, in onore del geologo tedesco Albrecht Reinhard Bernhardi (1797–1849), che nel 1832 riconobbe per primo che le morene e i massi erratici nel nord della Germania erano un'evidenza dell'antica estensione verso sud della calotta polare artica.